# Jerome (Kansas)
Jerome (Kansas) — метеорит-хондрит масою 31000 грам.